# Bolontou
Bolontou est une commune rurale située dans le département de Tibga de la province du Gourma dans la région de l'Est au Burkina Faso.

## Géographie
Bolontou est situé à 6,5 km à l'Ouest de Tibga et 1,6 km à l'Est de Modré. La commune est à 2 km au Nord de la route nationale 4.

## Santé et éducation
Le centre de soins le plus proche de Bolontou est le centre de santé et de promotion sociale (CSPS) de Modré.